# Porsa
Porsa är en ort i Indien.   Den ligger i distriktet Morena och delstaten Madhya Pradesh, i den centrala delen av landet, 250 km sydost om huvudstaden New Delhi. Porsa ligger 170 meter över havet och antalet invånare är 37 824.
Terrängen runt Porsa är mycket platt. Runt Porsa är det tätbefolkat, med 397 invånare per kvadratkilometer. Närmaste större samhälle är Ambāh, 14,7 km väster om Porsa. Trakten runt Porsa består till största delen av jordbruksmark.